# Palaeorhiza eboracina
Palaeorhiza eboracina är en biart som först beskrevs av Cockerell 1910.  Palaeorhiza eboracina ingår i släktet Palaeorhiza och familjen korttungebin. Inga underarter finns listade i Catalogue of Life.